# Атанас Шишков (инженер)
 Тази статия е за българския инженер.  За българския революционер и духовник вижте Атанас Шишков.  
Атанас Иванов Шишков е български инженер и автор на техническа литература.

## Биография
Шишков е роден на 17 юни 1935 г. в село Яворово, Пловдивска област. Завършва физика в Софийския университет „Св. Климент Охридски“ през 1959 г., а по-късно и радиоинженерство във Висшия машинно-електротехнически институт „В. И. Ленин“. През 1970 г. продължава обучението си с магистърска степен в Ленинградския електротехнически институт В. И. Ульянов в Санкт Петербург, където придобива докторска степен, защитавайки дисертация на тема полеви транзистори.
Започва работа първоначално като гимназиален учител, след това като инструктор в Станцията на младите техници, учител в Техникума по слаби токове и старши преподавател в Полувисшия учителски институт. Работи и като доцент и професор в ВМЕИ. Допринася значително за развитието на инженерното образование в България, особено в областта на електротехниката и електроенергетиката. С неговите трудове години наред ученици и студенти, техници и инженери, любители и професионалисти се обучават и правят кариера в областта на радиоелектрониката и компютърната техника.

## Книги
Автор е на множество книги и публикации в областта на радиоелектроника, както и съавтор на книги в областта на персоналните компютри.
- Направете сами електрически уреди
- Бележити учени
- Транзисторни приемници
- 50 радиосхеми
- Курс по радиотехника – 1 – 4 издания
- Как работи транзисторът
- Полупроводникова техника. Част 1: Полупроводникови елементи
- Полупроводникова техника. Част 2: Усилватели и интегрални схеми
- Полеви транзистори
- Транзистори и диоди – кратък справочник[2]
- Електронни схеми с полеви транзистори
- Полупроводникови елементи
- Усилватели и интегрални схеми
- Първи стъпки в радиоелектрониката
- Примери за изчисляване на електронни схеми
- Електроника – учебник за II степен на ЕСПУ
- Самоучител по компютри
- Аз овладявам компютъра
- Работа с персонален компютър
- Бейсик – език на персоналните компютри
- Фрустрация, депресия и агресивност в детско-юношеска възраст